# 內塔瓦卡鎮區 (堪薩斯州傑克遜縣)
內塔瓦卡鎮區（英語：Netawaka Township）為美國堪薩斯州傑克遜縣轄下的鎮區。2010年美国人口普查中此鎮區人口有330人。

## 地理
內塔瓦卡鎮區涵蓋總面積為93.5平方（36.09平方英里），其中陸地面積為93.4平方（36.05平方英里），水域面積為0.10平方（0.04平方英里）或0.11%。海拔高度345（1,132英尺）。

## 人口統計
根據2010年美國人口普查，內塔瓦卡鎮區人口有330人，其中男性有186人，女性有144人，人口密度為每平方公里3.53人，住房計145戶。鎮區內的白人有322人，非裔美國人有1人，美洲原住民有2人，亞裔美國人有3人，太平洋島裔美國人有0人，其他種族有0人，混血種族則有2人。此外鎮區內有2人為西班牙裔或拉丁裔美國人。此鎮區之年齡中位數為46.0歲，而男性年齡中位數為41.5歲，女性年齡中位數為49.0歲。

## 交通

### 主要公路
- 75號美國國道
- 9號堪薩斯州州道